# Wesley Harris
Wesley Harris (Jackson, 15 aprile 1997) è un cestista statunitense.